# Ortskapelle Riegers

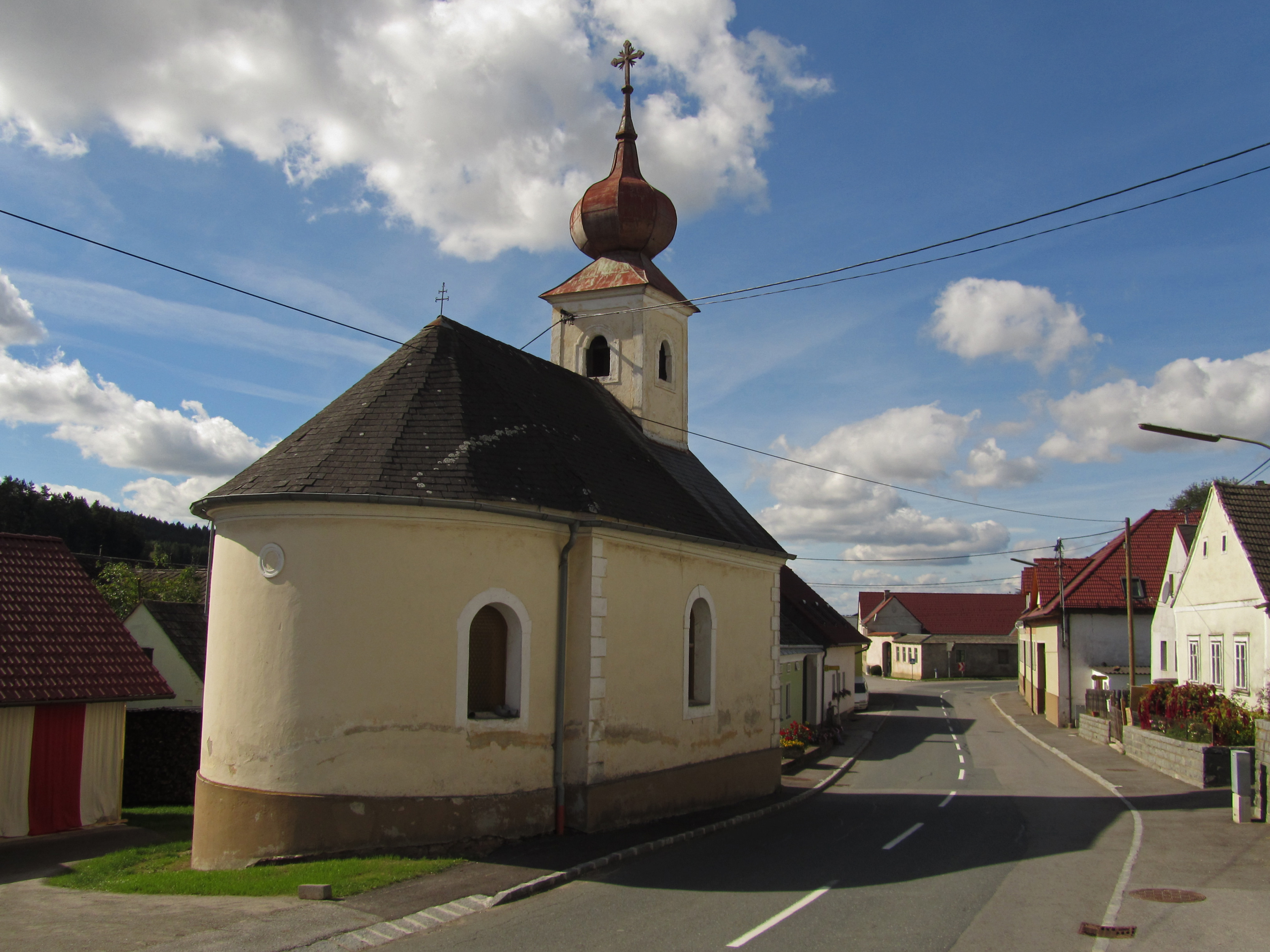
Ortskapelle Mariä Himmelfahrt in Riegers

Die römisch-katholische Ortskapelle Riegers steht in der Ortschaft Riegers in der Gemeinde Dobersberg im Bezirk Waidhofen an der Thaya in Niederösterreich. Sie ist dem Fest Mariä Himmelfahrt geweiht und gehört zur Pfarre Dobersberg im Dekanat Waidhofen an der Thaya im Viertel ober dem Manhartsberg der Diözese St. Pölten. Das Bauwerk steht unter Denkmalschutz (Listeneintrag).

## Geschichte
Die kleine Kirche wurde 1851 errichtet. Am 12. Juni 2015 wurde die frisch renovierte Kirche durch den Pfarrer von Doberberg, Gerhard Swierzek, gesegnet.

## Architektur

### Kirchenäußeres
Das kleine nachbarocke Gotteshaus ist ein mit Ecksteinen gerahmter Bau mit gefaschten Rundbogenfenstern. Die Halbkreisapsis ist eingezogen. Über der Eingangsfassade ist ein Dachreiter mit Zwiebelhelm.

### Kircheninneres
Das Kircheninnere weist eine gekehlte Flachdecke auf, die auf Stuckpilastern ruht. Die Empore ist aus Holz gebaut.

## Ausstattung
Der kleine Hochaltar wurde in Form eines Stuckpilasteraltars an der Apsiswand errichtet. Auf der Mensa steht ein Rokokoaufsatz mit reliefartiger Gnadenbildgruppe. Diese stellt die heilige Maria mit Jesuskind in Kegelgewändern aus der Mitte des 19. Jahrhunderts. Darüber hängt ein Bild der heiligen Maria mit Kind. Die Schnitzstatuetten der heiligen Maria wurden im Stil des frühen 18. Jahrhunderts geschaffen. Eine Pietà aus dem dritten Viertel des 18. Jahrhunderts steht auf einem Rokokosockel. Außerdem gibt es im Kirchenraum eine gotisierende Figurengruppe der heiligen Maria mit Kind.